# 欧洲共和运动联盟

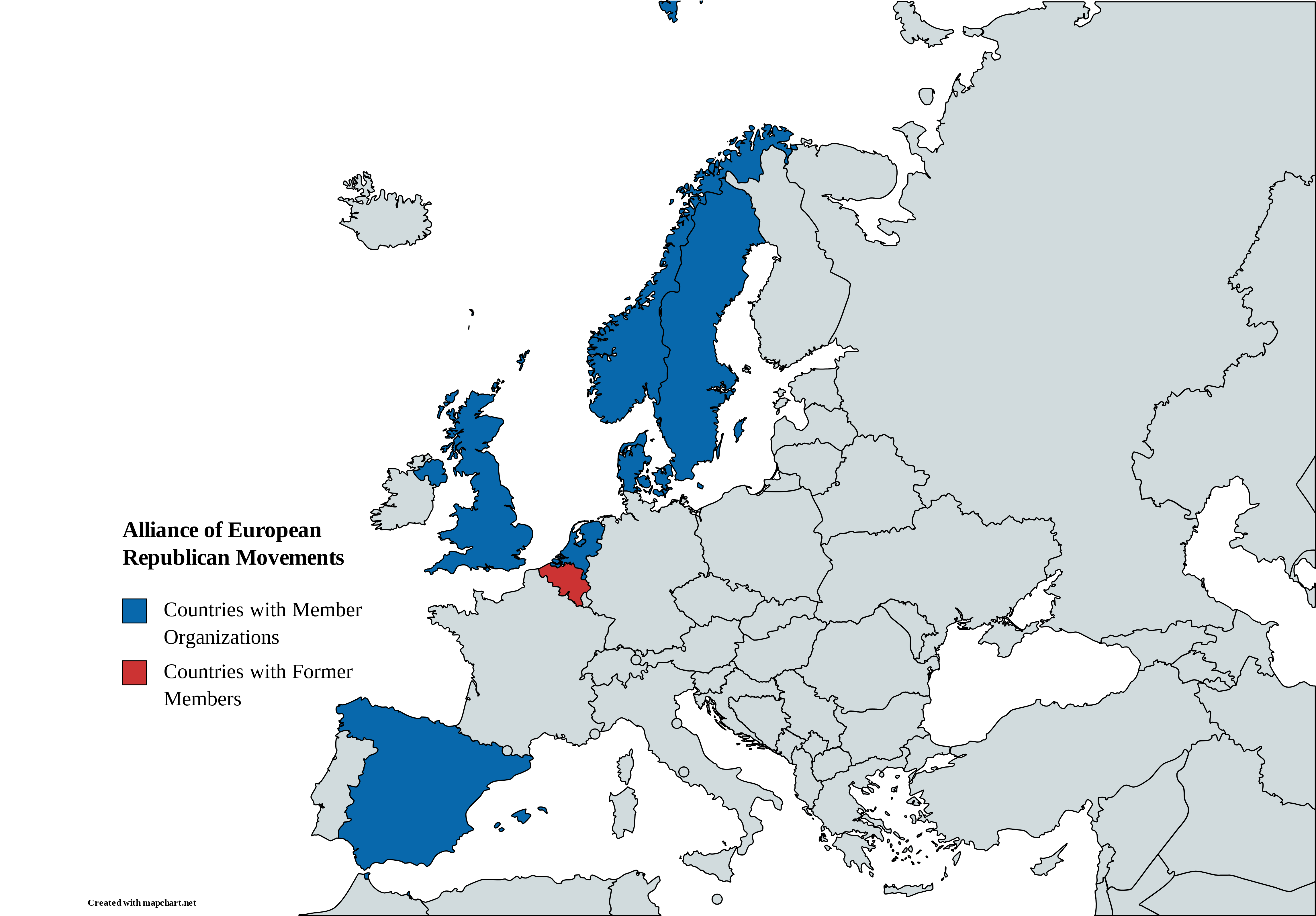
欧洲共和运动联盟成员组织分布图

欧洲共和运动联盟（英語：Alliance of European Republican Movements，缩写为AERM）是一个由欧洲各国共和主义团体组成的组织。该组织于2010年6月在瑞典斯德哥尔摩成立，正值瑞典王储维多利亚公主与丹尼尔·韦斯特林举行婚礼后。该组织的目标是在欧洲各个以君主为国家元首的国家中，为跨党派的共和运动提供一个信息、资源和理念的共享网络，并进行相互支持。尽管如此，各成员组织将保留其在本国独立自主的政治和宪政背景下开展的运动。
目前，欧洲仍有12个君主制国家，欧洲共和运动联盟的成员组织分布在其中6个国家：丹麦、荷兰、挪威、西班牙、瑞典和英国。比利时的共和圈子曾是它的成员组织，但已退出。
2011年4月29日，该组织在英国伦敦抗议威廉王子和凯瑟琳·米德尔顿的婚礼，并计划此后每年召开会议。
在英国国王查爾斯三世的加冕仪式举行期间，该组织也举办抗议活动，其在Twitter发布的一段关于抗议组织者被捕的视频获得数百万次观看，并引起国际媒体的关注。

## 成员组织
- 丹麦 现在共和
- 荷蘭 共和
- 挪威 挪威作为共和国
- 西班牙 共和公民间网络
- 瑞典 瑞典共和协会
- 英国 共和

## 前成员组织
- 比利时 共和圈子